# Malasia en los Juegos Olímpicos de Seúl 1988
Malasia estuvo representada en los Juegos Olímpicos de Seúl 1988 por nueve deportistas, cinco hombres y cuatro mujeres, que compitieron en cinco deportes.
El portador de la bandera en la ceremonia de apertura fue el atleta Nordin Mohamed Jadi. El equipo olímpico malasio no obtuvo ninguna medalla en estos Juegos.